# Оганесян, Гюрген
Гюрген Оганесян (арм. Գուրգեն Հովհաննիսյան; род. 19 февраля 1998, Ереван, Армения) — перспективный армянский боксёр-профессионал, выступающий в тяжёлой весовой категории. Бывший член сборной Армении по боксу, многократный призёр чемпионата Армении (2017, 2018, 2020), серебряный призёр чемпионата мира среди студентов (2018), бронзовый призёр чемпионата Европы среди молодёжи U-22 (2019), серебряный призёр чемпионата Европы среди юношей U-19 (2016), многократный победитель и призёр международных и национальных турниров в любителях. Действующий чемпион WBA Continental North America (2025—н.в).
Лучшая позиция по рейтингу BoxRec — 47-я (январь 2024), и явлляется 2-м (После Мурата Гассиева) среди армянских боксёров тяжёлой весовой категории, — входя в ТОП-50 лучших тяжеловесов всего мира.

## Биография
Гюрген Оганесян родился 19 февраля 1998 года в городе Ереване, в Армении. Сегодня он проживает и тренируется в Лос-Анджелесе, в штате Калифорния, в США.

## Любительская карьера

### 2016 год
В июне 2016 года в Анапе (Россия) стал серебряным призёром на чемпионате Европы среди юношей (18—19 лет) в категории свыше 91 кг, где он в полуфинале по очкам (3:0) победил грузина Георгия Чигладзе, но в финале по очкам (1:2) раздельным решением судей проиграл россиянину Владиславу Муравину.
В ноябре 2016 года участвовал на Молодёжном чемпионате мира в Санкт-Петербурге (Россия), в весовой категории свыше 91 кг. Где он в 1/8 финала соревнований по очкам (5:0) проиграл австралийцу Джастису Хани, — который в итоге стал молодёжным чемпионом мира 2016 года.

### 2017—2018 годы
В марте 2017 года участвовал на молодёжном чемпионата Европы (19—22 лет) в Брэила (Румыния), но в 1/8 финала соревнований по очкам (0:5) проиграл итальянцу Азизу Аббесу Мухийдину, — который в итоге стал бронзовым призёром молодёжного чемпионата Европы 2017 года.
В июне 2017 года участвовал в чемпионате Европы в Харькове (Украина), в категории свыше 91 кг, где он в 1/16 финала соревнований со счётом 5:0 победил опытного серба Владана Бабича, но в 1/8 финала по очкам (1:4) решением большинства судей проиграл опытному румыну Михаю Нистору.
В октябре 2017 года стал бронзовым призёром в весе свыше 91 кг чемпионата Армении, проходившем в Ереване.
В феврале 2018 года стал серебряным призёром в весе свыше 91 кг на представительном международном турнире «Странджа» проходившем в Софии (Болгария), где в полуфинале победил китайца Айхемайти Маймаити, но в финале по очкам (1:4) проиграл опытному болгарину Петару Белберову.
В мае 2018 года он стал победителем в весе свыше 91 кг международного турнира памяти героя Советского Союза Константина Короткова в Хабаровске (Россия), где он в финале по очкам (5:0) победил опытного украинца Тараса Неудачина.
В сентябре 2018 года, в Элисте (Россия) стал серебряным призёром чемпионата мира по боксу среди студентов проводимого под эгидой FISU, где он в полуфинале победил белоруса Дмитрия Макаревича, но в финале по очкам (0:5) проиграл опытному россиянину Павлу Дорошилову.
И в октябре 2018 года стал серебряным призёром в весе свыше 91 кг чемпионата Армении, проходившем в Ереване, в финале проиграв Драстамату Асланяну.

### 2019 год
В марте 2019 года во Владикавказе (Россия) стал бронзовым призёром чемпионата Европы среди молодёжи (19—22 лет) в категории свыше 91 кг, где он сначала по очкам (4:1) победил украинца Вячеслава Гаврилюка, но в полуфинале, в очень конкурентном бою, по очкам (2:3) проиграл представителю Германии Виктору Юрку, — который в итоге стал серебряным призёром молодёжного чемпионата Европы 2019 года.
В июне 2019 года, в Минске (Беларусь) на Европейских играх выступал в супертяжёлой весовой категории (свыше 91 кг), где он в 1/16 финала по очкам (3:2) победил боснийца Душана Велетича, затем в 1/8 финала по очкам (3:2) победил опытного турка Мучахита Ильяса, но в четвертьфинале, в очень конкурентном бою, по очкам (2:3) проиграл немцу Нелви Тиафаку, — который в итоге стал бронзовым призёром Европейских игр 2019 года.
В сентябре 2019 года участвовал в чемпионате мира в Екатеринбурге (Россия), в весе свыше 91 кг, где он в 1/16 финала соревнований по очкам (5:0) победил австрийца Александара Мраовича, но в четвертьфинале проиграл по очкам (0:5) опытному россиянину Максиму Бабанину, — который в итоге стал бронзовым призёром чемпионата мира 2019 года.

### 2020—2021 годы
В 2020 году началась коронавирусная пандемия COVID-19, жёсткий коронавирусный карантин в Армении и по всей Европе и отсутствие соревновательной практики.
Но тем не менее, в декабре 2020 года он вновь стал серебряным призёром в весе свыше 91 кг чемпионата Армении, проходившем в Ереване, в финале проиграв Давиду Чалояну.
В феврале 2021 года стал бронзовым призёром в весе свыше 91 кг на представительном международном турнире «Странджа» проходившем в Софии (Болгария), в полуфинале по очкам раздельным решением судей проиграв будущему Олимпийскому чемпиону 2020 года, опытному узбекскому боксёру Баходиру Жалолову, — который в итоге стал победителем данного турнира.
А в начале июня 2021 года в Париже (Франция) на Европейском Олимпийском квалификационном турнире, в 1/8 финала соревнований он в конкурентном бою по очкам (2:3) раздельным решением судей проиграл опытному россиянину Ивану Верясову, и не смог пройти квалификацию на Олимпийские игры в Токио. После чего начал карьеру в профессиональном боксе.

## Профессиональная карьера
18 сентября 2021 года дебютировал на профессиональном ринге, проведя свой первый бой в Бейкерсфилде (США), где он досрочно нокаутом в 1-м раунде победил американца Джейвона Дафни (2-4).
11 декабря 2022 года в Карсоне (Калифорния) победил во-втором раунде американца Ника Джонса (9-3). Угол Джонса выкинул полотенце в конце 2-го раунда
14 мая 2022 года в Карсоне (Калифорния) одержал третью подряд победу нокаутировав во 2-м раунде американца Джесси Брайна (20-7). Оганесян дважды отправил в нокдаун 37-летнего соперника, после второго падения опытный Джесси Брайан не стал вставать.
15 октября 2022 года в Нью-Йорке (США) досрочно путём отказа от продолжения боя после 6-го раунда победил очень опытного американского нокаутёра Майкла Полайта Коффи (13-2).

###### Бой с Мэдисоном
4 января 2024 года в Такоме (Вашингтон, США) вернулся на ринг после более чем годичного перерыва победив Колби Мэдисона (11-6-2). Бой начался в спокойно темпе, в первых двух раундах Оганесян был пассивен и у него мало что получалось, сказывался простой. С 3-го раунда он начал работать серийно, был лучше на ногах и давил возрастного соперника. В четвёртом раунде Оганесян ещё взвинтил темп и Мэдисон до минимума снизил активность. В 5 раунде Гюрген нокаутировал соперника зажав его у канатов.

#### Бой с Паскуалем
31 мая 2024 года в Орландо (Флорида) провел бой против мексиканского джорнимэна Луиса Паскуаля (19-10, 17 КО). Первый раунд прошёл в неспешной разведке где Оганесян не торопил события медленно поддавливая уступающего в габаритах мексиканца. Во втором раунде Гурген поймал Паскуаля точным коротким апперкотом. Мексиканец встал на счет «6» и продолжил, но по итогу не выше на 3-й раунд.

#### Бой с Майлатой
В конце года вышел снова на бой в Орландо против титулованного по любителям 29-летнего новозеландца Патрика Майлата (6-2, 3 КО). Несмотря на простой в полтора года Майлата дал максимально тяжёлый бой Гюргену. Новозеландец начал работать первым номером, поддавливал, комбинировал, заставляя более крупного Оганесяна часто отирать спиной канаты и пятиться. Не привыкший к такому давлению Гюрген застаивался. Во-втором раунде Оганесян включился и был точнее. Затем бойцы снова взяли по раунду. Майлата здорово работает блоком, в традициях старой школы Джорджа Формана. Первая половина боя максимально конкурентная. Начало второй половины боя снова за Майлатой который мощно пробивает на ближней и средней дистанции. В концовке 6-го раунда Патрику удается левый боковой потрясший Гургена, но времени не хватило добить. Оставшиеся два раунда остались за армянином, он оставил больше сил. Двое судей близко отдали фавориту: 77—75 дважды, а третий дал ничью 76—76.

#### Бой с Кэллоуэйем
18 апреля 2025 года в Орландо (США) прошёл вечер бокса от Boxlab Promotions с трансляцией на DAZN с участием проспектов. Оганесян победил нокаутом в 5 раунде Даджуана Кэллоуэйя (11-3, 9 КО). На протяжении первых 4-х раундов Гурген обстреливал огромного неповоротливого соперника, который был крайне пассивен и только стоял в середине ринга. В 5-м раунде Оганесян взорвался точной двойкой, Кэллоуэй прижался к канатам, пытаясь уйти из удобной Оганесяну ударной дистанции, но пропустил пару размашистых свингов и взял колено. Встать в положенные десять секунд он не смог. КО5.

#### Бой с Томасом
18 июля 2025 года провел бой с выходцем из полутяжелого веса Крисом Томасом (15-1-2, 10 КО). На ставке боя стоял титул WBA Continental North America. Оганисян начал спокойно, присматривался к оппоненту. За минуту до конца Томас оказывается в нокдауне от точной двойки. Гурген не стал форсировать и спокойно доработал до конца раунда. В середине второго раунда Томас вновь оказался на полу после прямого попадания. После второго нокдауна американец начал опасаться и перешел на сполерскую манеру бокса. В третьем раунде Оганесян смог зажать соперника в углу и обрушил на него серию ударов до остановки рефери.

## Статистика профессиональных боёв
В таблице перечислены результаты всех поединков боксёров.
В каждой строке указан результат поединка. Дополнительно номер поединка обозначен цветом, который обозначает итог поединка. Расшифровка обозначений и цветов представлена в нижеследующей таблице.
| Пример | Расшифровка                     |
| ------ | ------------------------------- |
|        | Победа                          |
|        | Ничья                           |
|        | Поражение                       |
|        | Планируемый поединок            |
|        | Поединок признан несостоявшимся |
| КО     | Нокаут                          |
| ТКО    | Технический нокаут              |
| PTS    | Решение судей (по очкам)        |
| UD     | Единогласное решение судей      |
| MD     | Решение большинства судей       |
| SD     | Раздельное решение судей        |
| RTD    | Отказ от продолжения боя        |
| DQ     | Дисквалификация                 |
| NC     | Поединок признан несостоявшимся |

| 9 поединков, 9 побед (8 нокаутом). | 9 поединков, 9 побед (8 нокаутом). | 9 поединков, 9 побед (8 нокаутом). | 9 поединков, 9 побед (8 нокаутом). | 9 поединков, 9 побед (8 нокаутом).                 | 9 поединков, 9 побед (8 нокаутом). | 9 поединков, 9 побед (8 нокаутом). |
| Бой                                | Рекорд                             | Дата боя                           | Соперник                           | Место проведения боя                               | Раундов, время                     | Дополнительно                      |
| ---------------------------------- | ---------------------------------- | ---------------------------------- | ---------------------------------- | -------------------------------------------------- | ---------------------------------- | ---------------------------------- |
| 6                                  | 6-0                                | 31 мая 2024                        | Луис Паскуаль (19-10)              | Caribe Royale Orlando, Орландо, Флорида, США       | RTD 2 (8), 3:00                    |                                    |
| 5                                  | 5-0                                | 4 января 2024                      | Колби Мэдисон (11-6-2)             | Emerald Queen Casino, Такома, Вашингтон, США       | KO 5 (10), 0:40                    |                                    |
| 4                                  | 4-0                                | 15 октября 2022                    | Майкл Полайт Коффи (13-2)          | Барклайс-центр, Бруклин, Нью-Йорк, США             | RTD 6 (8), 3:00                    |                                    |
| 3                                  | 3-0                                | 14 мая 2022                        | Джесси Брайан (20-6-2)             | Дигнити Хелс Спортс Парк, Карсон, Калифорния, США  | KO 2 (6), 1:37                     |                                    |
| 2                                  | 2-0                                | 11 декабря 2021                    | Ник Джонс (9-3)                    | Дигнити Хелс Спортс Парк, Карсон, Калифорния, США  | KO 2 (6), 2:45                     |                                    |
| 1                                  | 1-0                                | 18 сентября 2021                   | Джейвон Дафни (2-4)                | Mechanics Bank Arena, Бейкерсфилд, Калифорния, США | KO 1 (4), 2:10                     | Дебют в профессиональном боксе.    |
| Бой                                | Рекорд                             | Дата боя                           | Соперник                           | Место проведения боя                               | Раундов, время                     | Дополнительно                      |